# ديمتريوس دوبوز
ديمتريوس دوبوز (بالإنجليزية: Demetrius DuBose) هو لاعب كرة قدم أمريكية أمريكي، ولد في 23 مارس 1971 في سياتل في الولايات المتحدة، وتوفي في 24 يوليو 1999 في سان دييغو في الولايات المتحدة بسبب إصابة بعيار ناري.